# उ़
Cette page contient des caractères spéciaux ou non latins. S’ils s’affichent mal (▯, ?, etc.), consultez la page d’aide Unicode.
उ़, appelé u nukta, est une voyelle de l’alphasyllabaire devanagari utilisé dans l’écriture du bahing, du bantawa (en), du dumi, du khaling et du thulung (en). Elle est composée d’un u ‹ उ › et d’un point souscrit.

## Utilisation
En bahing écrit avec l’orthographe devanagari de 2008, le u nukta représente une voyelle fermée postérieure non arrondie [ɯ], par exemple :
- ‹ गु़ › [gɯ] « main » ;
- ‹ खु़ली › [ˈkʰɯli] « jambe » ;
- ‹ रु़ःचो › [ˈrɯːt͡so] «être malade»[2] ;
- ‹ बकु़ › [ˈbʌkɯ] «eau » ;
- ‹ चु़ले़ › [ˈt͡sɯle] « ortie ».

En bantawa (en), certains auteurs utilisent l’u nukta ‹ उ़ › pour transcrire une voyelle fermée centrale non arrondie [ɨ], en particulier lorsque celle-ci est produite comme une voyelle fermée postérieure arrondie [ɯ], mais d’autres auteurs utilisent plutôt l’a nukta ‹ अ़ ›.
En dumi, le u nukta est utilisé pour representer une voyelle fermée centrale non arrondie [ɨ].
Le u nukta est utilisé dans l’écriture du khaling avec l’orthographe de la SIL.

## Représentations informatiques
L’u nukta peut être représenté avec les caractères Unicodes suivant :
- décomposé

| formes     | représentations | chaînes de caractères | points de code | descriptions                                                |
| ---------- | --------------- | --------------------- | -------------- | ----------------------------------------------------------- |
| pleine     | उ़               | उ◌़                    | U+0909 U+093C  | lettre devanagari u, symbole devanagari noukta              |
| dépendante | ु़                | ◌ु◌़                    | U+0941 U+093C  | diacritique voyelle devanagari u, symbole devanagari noukta |

## Sources
- (en) Marius Albert Doornenbal, A grammar of Bantawa : grammar, paradigm tables, glossary and texts of a Rai language of Eastern Nepal, 2009 (ISBN 978-94-6093-008-9, présentation en ligne, lotpublications.nl)
- (en) Guillaume Jacques, Aimée Lahaussois, Dhan Bahadur Rai et Yadav Kumar, Khaling-Nepali-English verb dictionary, Version 1.0, coll. « ANR HimalCo project », 15 décembre 2015 (lire en ligne)
- (en) Maureen Lee, « Issues in Bahing orthography development », Himalayan Linguistics, vol. 10, no 1,‎ 2011, p. 227-252 (escholarship.org, academia.edu)
- (en) Netra Mani Rai, A grammar of Dumi, Tribhuvan University, 2016 (lire en ligne)
- (en) « Dumi dictionary », sur Webonary.org (consulté le 2 avril 2022)
- (en) « Khaling dictionary », sur Webonary.org (consulté le 2 avril 2022)